# Jean-Etienne Dufour

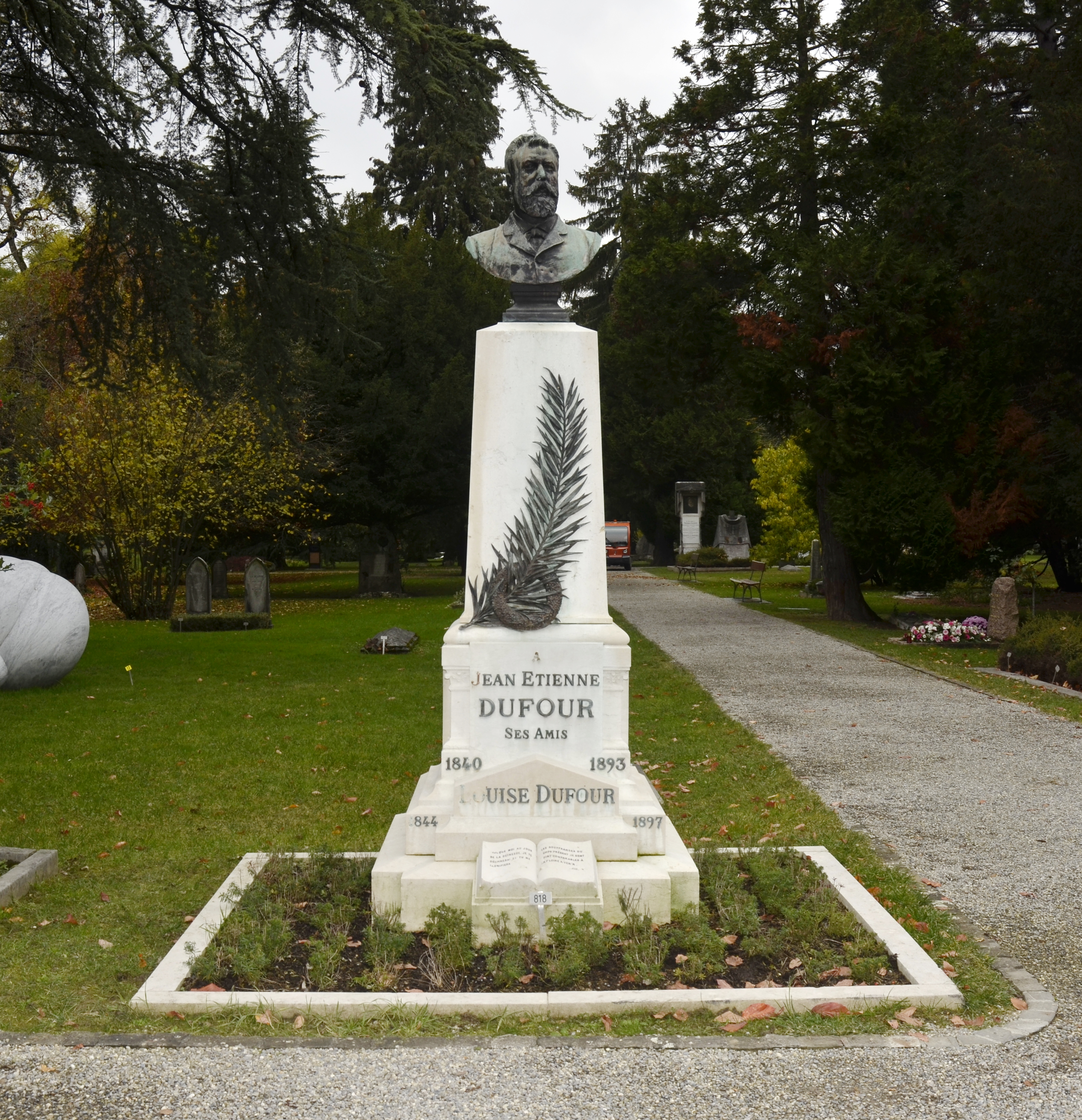
Grab von Jean-Étienne und Louise Dufour

Jean-Etienne Dufour (* 30. April 1840 in Plainpalais; † 7. September 1893 in Yverdon; heimatberechtigt in Genf) war ein Schweizer Unternehmer und Politiker.

## Leben

### Familie
Jean-Etienne Dufour war der Sohn des Uhrmachers und Juweliers Jean-Etienne Dufour (* 1792) und dessen Ehefrau Charlotte (geb. Berthoud) (* 1792).
Er war mit Louise (1844–1897), der Tochter des Wagenmachers Jacques Kölliker, verheiratet.
Die Kosten seiner Beisetzung übernahm die Genfer Regierung. Sein Grab befindet sich auf dem Cimetière des Rois in Genf.

### Werdegang
Jean-Etienne Dufour besuchte in Genf das Gymnasium und erhielt eine Ausbildung zum Uhrmacher. Im Alter von zwanzig Jahren gründete er 1860 die Uhrenfirma J. E. Dufour & Cie. und war deren Direktor.
Er war Verwaltungsratsmitglied verschiedener Eisenbahngesellschaften, unter anderem der Jura-Simplon-Bahn und der Compagnie des chemins de fer de Paris à Lyon et à la Méditerranée.
1889 war er Präsident der Vereinigung der Uhrenhersteller und -händler (Association des fabricants et marchands d'horlogerie) und Präsident der Sektion Genf der Schweizerischen Offiziersgesellschaft.
In der Schweizer Armee wurde er 1887 zum Oberstleutnant und 1893 zum Oberst der Artillerie befördert; über einen längeren Zeitraum kommandierte er das Artillerieregiment 1.

### Politisches und gesellschaftliches Wirken
Jean-Etienne Dufour war Mitglied des 1860 gegründeten Cercle de la Ficelle, das die Politik von James Fazy ablehnte.
1874 wurde er in den Genfer Stadtrat gewählt.
Er war 1876 Mitinitiator bei der Gründung der Genfer Demokratischen Vereinigung und wurde zu deren Vorsitzenden berufen.
1878 wurde er Grossrat und von 1879 bis 1885 leitete er als Staatsrat das Genfer Militärdepartement und von 1889 bis zu seinem Lebensende das von ihm geschaffene Industrie- und Handelsdepartement; er wurde 1892 zum Regierungspräsidenten von Genf gewählt. Nach seinem Tod folgte ihm Marc-Eugène Richard (1843–1925) in den Staatsrat.
Er war vom 1. Dezember 1884 bis zu seinem Tod Nationalrat.
1889 unterzeichnete er einen Aufruf, in dem dafür geworben wurde, dass Hippolyte Balavoine eine Anstellung als Pfarrer in Genf erhält.
Er beteiligte sich als Präsident des Zentralkomitees an den Vorbereitungen der Schweizerischen Landesausstellung 1896, bei dem das erste Mal ein Pavillon des Militärdepartements dabei war, das die Schweizer Armee dem Volk näher bringen sollte; im Rahmen der Ausstellung fand der erste schweizerische Kongress für die Interessen der Frau statt.

## Mitgliedschaften
Jean-Etienne Dufour war Mitglied der 1768 gegründeten konservativen Freimaurerloge Union des Cœurs.
Er war 1890 Vorstandsmitglied im Roten Kreuz, Sektion Genf.

## Ehrungen und Auszeichnungen
Zur Erinnerung an Jean-Etienne Dufour wurde 1895 an seiner Grabstätte ein Denkmal errichtet.